# Pteroglossaspis
Pteroglossaspis é um género botânico pertencente à família das orquídeas (Orchidaceae).